# Copa da Liga Profissional de Futebol de 2024
A Copa da Liga Profissional de Futebol de 2024 (em espanhol: Copa de la Liga Profesional de Fútbol de AFA 2024), também conhecida como Copa de la Liga Profesional 2024 e oficialmente como Copa Sur Finanzas 2024, foi a quinta edição dessa copa do futebol argentino. O torneio foi organizado pela Liga Profissional de Futebol (LPF) da Associação do Futebol Argentino (AFA) e contou com a participação dos 28 clubes da Liga Profissional (primeira divisão argentina) da temporada de 2024. A competição começou em 25 de janeiro e finalizou em 5 de maio com o Estudiantes como campeão. Rosário Central é o atual campeão da competição.

## Regulamento

### Sistema de disputa
A fase classificatória (ou fase de pontos corridos) da competição será disputada por 28 clubes, divididos em dois grupos: Grupo A e Grupo B. Em cada chave, os clubes se enfrentam apenas uma vez – turno único – totalizando 14 rodadas (13 rodadas dentro do grupo, além de uma rodada extra com um clássico contra um adversário do outro grupo), com os quatro melhores de cada grupo avançando para a fase seguinte ("mata-mata"). A fase final (quartas de final, semifinal e final), será disputada em jogos únicos.

### Critérios de desempate
Caso haja empate de pontos entre dois ou mais clubes, os critérios de desempate serão aplicados na seguinte ordem:
Ao final da fase de grupos
1. Saldo de gols;
2. Gols marcados;
3. Pontos ganhos no confronto direto;
4. Saldo de gols no confronto direto;
5. Gols marcados no confronto direto.

Quartas de final e Semifinal
1. Cobrança de pênaltis.

Final
1. Prorrogação;
2. Cobrança de pênaltis.

### Informações dos clubes
| Equipe                  | Cidade                | Província           | Estádio (mando)                     | Capacidade | Títulos (último)  |
| ----------------------- | --------------------- | ------------------- | ----------------------------------- | ---------- | ----------------- |
| Argentinos Juniors      | Buenos Aires          | Buenos Aires        | Diego Armando Maradona              | 24 000     | 0 (nenhum)        |
| Atlético Tucumán        | San Miguel de Tucumán | Tucumán             | Monumental José Fierro              | 35 200     | 0 (nenhum)        |
| Banfield                | Banfield              | Buenos Aires        | Florencio Sola                      | 34 901     | 0 (nenhum)        |
| Barracas Central        | Buenos Aires          | Buenos Aires        | Claudio Chiqui Tapia                | 4 400      | 0 (nenhum)        |
| Belgrano                | Córdoba               | Córdoba             | Gigante de Alberdi                  | 30 500     | 0 (nenhum)        |
| Boca Juniors            | Buenos Aires          | Buenos Aires        | Alberto Jacinto Armando             | 49 000     | 2 (2022)          |
| Central Córdoba         | Santiago del Estero   | Santiago del Estero | Alfredo Terrera                     | 16 000     | 0 (nenhum)        |
| Defensa y Justicia      | Florencio Varela      | Buenos Aires        | Norberto Tomaghello                 | 20 000     | 0 (nenhum)        |
| Deportivo Riestra       | Buenos Aires          | Buenos Aires        | Guillermo Laza                      | 3 000      | 0 (nenhum)        |
| Estudiantes             | La Plata              | Buenos Aires        | Ciudad de La Plata                  | 53 000     | 0 (nenhum)        |
| Estudiantes             | La Plata              | Buenos Aires        | Jorge Luis Hirschi                  | 30 108     | 0 (nenhum)        |
| Gimnasia y Esgrima      | La Plata              | Buenos Aires        | Juan Carmelo Zerillo                | 21 500     | 0 (nenhum)        |
| Godoy Cruz              | Godoy Cruz            | Mendoza             | Malvinas Argentinas                 | 42 000     | 0 (nenhum)        |
| Huracán                 | Buenos Aires          | Buenos Aires        | Tomás Adolfo Ducó                   | 48 314     | 0 (nenhum)        |
| Independiente           | Avellaneda            | Buenos Aires        | Libertadores de América             | 42 069     | 0 (nenhum)        |
| Independiente Rivadavia | Mendoza               | Mendoza             | Bautista Gargantini                 | 24 000     | 0 (nenhum)        |
| Instituto               | Córdoba               | Córdoba             | Estadio Juan Domingo Perón          | 26 000     | 0 (nenhum)        |
| Lanús                   | Lanús                 | Buenos Aires        | Ciudad de Lanús - Nestor Díaz Pérez | 46 619     | 0 (nenhum)        |
| Newell's Old Boys       | Rosário               | Santa Fe            | Marcelo Bielsa                      | 42 000     | 0 (nenhum)        |
| Platense                | Vicente López         | Buenos Aires        | Ciudad de Vicente López             | 32 000     | 0 (nenhum)        |
| Racing                  | Avellaneda            | Buenos Aires        | Presidente Perón                    | 51 000     | 0 (nenhum)        |
| River Plate             | Buenos Aires          | Buenos Aires        | Antonio Vespucio Liberti            | 66 269     | 0 (nenhum)        |
| Rosário Central         | Rosário               | Santa Fe            | Dr. Lisandro de la Torre            | 41 465     | 1 (atual campeão) |
| San Lorenzo             | Buenos Aires          | Buenos Aires        | Pedro Bidegain                      | 47 964     | 0 (nenhum)        |
| Sarmiento               | Junín                 | Buenos Aires        | Eva Perón                           | 22 000     | 0 (nenhum)        |
| Talleres                | Córdoba               | Córdoba             | Mario Alberto Kempes                | 57 000     | 0 (nenhum)        |
| Tigre                   | Buenos Aires          | Buenos Aires        | Coliseo de Victoria                 | 28 684     | 0 (nenhum)        |
| Unión de Santa Fe       | Santa Fé              | Santa Fe            | 15 de Abril                         | 26 000     | 0 (nenhum)        |
| Vélez Sarsfield         | Buenos Aires          | Buenos Aires        | José Amalfitani                     | 49 540     | 0 (nenhum)        |

## Fase de grupos

### Grupo A
| Pos | Equipe                  | Pts | J  | V | E | D  | GP | GC | SG  | Classificação                         |
| --- | ----------------------- | --- | -- | - | - | -- | -- | -- | --- | ------------------------------------- |
| 1   | River Plate             | 27  | 14 | 7 | 6 | 1  | 26 | 10 | +16 | Classificado para as quartas de final |
| 2   | Argentinos Juniors      | 26  | 14 | 7 | 5 | 2  | 25 | 14 | +11 | Classificado para as quartas de final |
| 3   | Barracas Central        | 26  | 14 | 7 | 5 | 2  | 20 | 15 | +5  | Classificado para as quartas de final |
| 4   | Vélez Sarsfield         | 25  | 14 | 7 | 4 | 3  | 14 | 13 | +1  | Classificado para as quartas de final |
| 5   | Talleres                | 24  | 14 | 6 | 6 | 2  | 24 | 16 | +8  |                                       |
| 6   | Independiente           | 23  | 14 | 6 | 5 | 3  | 14 | 10 | +4  |                                       |
| 7   | Instituto               | 17  | 14 | 5 | 2 | 7  | 18 | 17 | +1  |                                       |
| 8   | Banfield                | 17  | 14 | 4 | 5 | 5  | 14 | 15 | −1  |                                       |
| 9   | Huracán                 | 16  | 14 | 4 | 4 | 6  | 12 | 12 | 0   |                                       |
| 10  | Gimnasia y Esgrima      | 16  | 14 | 5 | 1 | 8  | 18 | 23 | −5  |                                       |
| 11  | Rosário Central         | 15  | 14 | 4 | 3 | 7  | 10 | 18 | −8  |                                       |
| 12  | Deportivo Riestra       | 13  | 14 | 3 | 4 | 7  | 8  | 16 | −8  |                                       |
| 13  | Atlético Tucumán        | 10  | 14 | 1 | 7 | 6  | 8  | 23 | −15 |                                       |
| 14  | Independiente Rivadavia | 8   | 14 | 2 | 2 | 10 | 13 | 25 | −12 |                                       |

#### Desempenho por rodada
Clubes que lideraram cada grupo ao final de cada rodada:
|         | 1ª  | 2ª  | 3ª  | 4ª  | 5ª  | 6ª  | 7ª  | 8ª  | 9ª  | 10ª | 11ª | 12ª | 13ª | 14ª |
| Grupo A | HUR | IND | RIV | RIV | RIV | IND | ARG | IND | RIV | RIV | ARG | ARG | ARG | RIV |

### Grupo B
| Pos | Equipe             | Pts | J  | V | E | D  | GP | GC | SG  | Classificação                         |
| --- | ------------------ | --- | -- | - | - | -- | -- | -- | --- | ------------------------------------- |
| 1   | Godoy Cruz         | 29  | 14 | 9 | 2 | 3  | 16 | 6  | +10 | Classificado para as quartas de final |
| 2   | Defensa y Justicia | 26  | 14 | 7 | 5 | 2  | 17 | 13 | +4  | Classificado para as quartas de final |
| 3   | Estudiantes        | 25  | 14 | 7 | 4 | 3  | 18 | 9  | +9  | Classificado para as quartas de final |
| 4   | Boca Juniors       | 25  | 14 | 7 | 4 | 3  | 20 | 12 | +8  | Classificado para as quartas de final |
| 5   | Racing             | 24  | 14 | 7 | 3 | 4  | 24 | 11 | +13 |                                       |
| 6   | Lanús              | 24  | 14 | 7 | 3 | 4  | 20 | 13 | +7  |                                       |
| 7   | Newell's Old Boys  | 21  | 14 | 6 | 3 | 5  | 13 | 15 | −2  |                                       |
| 8   | Unión de Santa Fe  | 20  | 14 | 5 | 5 | 4  | 16 | 14 | +2  |                                       |
| 9   | Platense           | 18  | 14 | 4 | 6 | 4  | 10 | 14 | −4  |                                       |
| 10  | San Lorenzo        | 16  | 14 | 3 | 7 | 4  | 10 | 14 | −4  |                                       |
| 11  | Belgrano           | 14  | 14 | 3 | 5 | 6  | 19 | 21 | −2  |                                       |
| 12  | Central Córdoba    | 11  | 14 | 2 | 5 | 7  | 10 | 20 | −10 |                                       |
| 13  | Sarmiento          | 9   | 14 | 2 | 3 | 9  | 9  | 19 | −10 |                                       |
| 14  | Tigre              | 5   | 14 | 1 | 2 | 11 | 7  | 25 | −18 |                                       |

#### Desempenho por rodada
Clubes que lideraram cada grupo ao final de cada rodada:
|         | 1ª  | 2ª  | 3ª  | 4ª  | 5ª  | 6ª  | 7ª  | 8ª  | 9ª  | 10ª | 11ª | 12ª | 13ª | 14ª |
| Grupo B | GOD | GOD | GOD | NOB | GOD | GOD | GOD | GOD | GOD | GOD | GOD | GOD | GOD | GOD |

## Fase final
|  | Quartas de final | Quartas de final   | Quartas de final |                 |       | Semifinais         | Semifinais | Semifinais |  |  | Final | Final | Final |  |
|  |                  |                    |                  |                 |       |                    |            |            |  |  |       |       |       |  |
|  | 1                | Estudiantes        | 3                |                 |       |                    |            |            |  |  |       |       |       |  |
|  | 1                | Estudiantes        | 3                |                 |       |                    |            |            |  |  |       |       |       |  |
|  | 8                | Barracas Central   | 0                |                 |       |                    |            |            |  |  |       |       |       |  |
|  | 8                | Barracas Central   | 0                |                 |       | Estudiantes        | 1 (3)      |            |  |  |       |       |       |  |
|  |                  |                    |                  |                 |       | Estudiantes        | 1 (3)      |            |  |  |       |       |       |  |
|  |                  |                    |                  | Boca Juniors    | 1 (1) |                    |            |            |  |  |       |       |       |  |
|  | 4                | River Plate        | 2                | Boca Juniors    | 1 (1) |                    |            |            |  |  |       |       |       |  |
|  | 4                | River Plate        | 2                |                 |       |                    |            |            |  |  |       |       |       |  |
|  | 5                | Boca Juniors       | 3                |                 |       |                    |            |            |  |  |       |       |       |  |
|  | 5                | Boca Juniors       | 3                |                 |       | Estudiantes        | 1 (4)      |            |  |  |       |       |       |  |
|  |                  |                    |                  |                 |       |                    |            |            |  |  |       |       |       |  |
|  |                  |                    |                  | Vélez Sarsfield | 1 (3) |                    |            |            |  |  |       |       |       |  |
|  | 2                | Argentinos Juniors | 1 (3)            | Vélez Sarsfield | 1 (3) |                    |            |            |  |  |       |       |       |  |
|  | 2                | Argentinos Juniors | 1 (3)            |                 |       |                    |            |            |  |  |       |       |       |  |
|  | 7                | Defensa y Justicia | 1 (2)            |                 |       |                    |            |            |  |  |       |       |       |  |
|  | 7                | Defensa y Justicia | 1 (2)            |                 |       | Argentinos Juniors | 0 (2)      |            |  |  |       |       |       |  |
|  |                  |                    |                  |                 |       | Argentinos Juniors | 0 (2)      |            |  |  |       |       |       |  |
|  |                  |                    |                  | Vélez Sarsfield | 0 (4) |                    |            |            |  |  |       |       |       |  |
|  | 3                | Godoy Cruz         | 1                | Vélez Sarsfield | 0 (4) |                    |            |            |  |  |       |       |       |  |
|  | 3                | Godoy Cruz         | 1                |                 |       |                    |            |            |  |  |       |       |       |  |
|  | 6                | Vélez Sarsfield    | 2                |                 |       |                    |            |            |  |  |       |       |       |  |

## Premiação
| Copa da Liga Profissional de 2024 |
| --------------------------------- |
| Estudiantes Campeão (1º título)   |